# Urdinarrain
Urdinarrain é um município da província de Entre Ríos, na Argentina.